# كارلوس ميندي
كارلوس ميندي (بالإسبانية: Carlos Mendy) هو ممثل إسباني والأوروغواي، ولد في 1929 في الأوروغواي، وتوفي في 2002.

## وصلات خارجية
- كارلوس ميندي على موقع IMDb (الإنجليزية)
- كارلوس ميندي على موقع قاعدة بيانات الفيلم (الإنجليزية)